# Polycyrtus javieri
Polycyrtus javieri är en stekelart som beskrevs av Zuniga 2004. Polycyrtus javieri ingår i släktet Polycyrtus och familjen brokparasitsteklar. Inga underarter finns listade i Catalogue of Life.